# Robert Springer
Robert Clyde Springer (Saint Louis, 21 mei 1942) is een Amerikaans voormalig ruimtevaarder. Springer zijn eerste ruimtevlucht was STS-29 met de spaceshuttle Discovery en vond plaats op 13 maart 1989. Tijdens de missie werd een satelliet in de ruimte gebracht. Ook werden er experimenten uitgevoerd door de bemanning. 
In totaal heeft Springer twee ruimtevluchten op zijn naam staan. In 1990 verliet hij NASA en ging hij als astronaut met pensioen.